# Sender Booßen
Der Sender Booßen ist ein Grundnetzsender der Deutschen Funkturm GmbH zur Ausstrahlung von Radio- und Fernsehsignalen. Er befindet sich trotz des Namens nicht auf der Gemarkung des Stadtteils Booßen der Stadt Frankfurt (Oder), sondern westlich davon in der Gemeinde Treplin.
Der Sender wurde 1994 erbaut, um das Gebiet nahe der Oder zu versorgen, welches nicht von Berlin versorgt wird. Er verwendet als Antennenträger einen 163 Meter hohen abgespannten Stahlfachwerkmast.
In der Nähe der Anlage existierte früher ein Kurzwellensender.

## Frequenzen und Programme

### Analoger Hörfunk (UKW)
In UKW werden folgende Programme ausgestrahlt:
| Frequenz (MHz) | Programm               | RDS PS                     | RDS PI | Regionalisierung | ERP (kW) | Antennendiagramm rund (ND)/gerichtet (D) | Polarisation horizontal (H)/vertikal (V) |
| -------------- | ---------------------- | -------------------------- | ------ | ---------------- | -------- | ---------------------------------------- | ---------------------------------------- |
| 87,6           | Antenne Brandenburg    | Antenne_/vom_rbb_          | D631   | Frankfurt (Oder) | 10       | ND                                       | H                                        |
| 89,1           | Radio Eins             | _radio1_/vom_rbb_          | D332   | –                | 5        | ND                                       | H                                        |
| 92,7           | Deutschlandfunk Kultur | Dlf_Kult                   | D220   | –                | 5        | ND                                       | H                                        |
| 94,7           | 94,3 rs2               | 94,3_rs2                   | D32B   | –                | 3        | D (120–170°, 350–70°)                    | H                                        |
| 96,8           | radio3                 | _radio3_                   | D323   | –                | 5        | ND                                       | H                                        |
| 97,3           | Deutschlandfunk        | __Dlf___                   | D210   | –                | 0,5      | D (40–170°, 220–260°, 290–10°)           | H                                        |
| 99,3           | Radio Teddy            | _RADIO__/_TEDDY__          | 1B2E   | Brandenburg      | 0,8      |                                          | H                                        |
| 101,5          | Fritz                  | _Fritz__/vom_rbb_          | D333   | –                | 30       | D (50–0°)                                | H                                        |
| 102,0          | Inforadio              | _Info-__/_radio__/vom_rbb_ | D335   | –                | 1,6      | D (10–70°, 130–140°)                     | H                                        |
| 104,2          | Berliner Rundfunk 91.4 | BRF_91.4                   | D32C   | –                | 20       | D (190–280°)                             | H                                        |
| 105,9          | Radio Paradiso         | PARADISO                   | 1021   | –                | 1,6      | D (10–70°, 120–140°)                     | H                                        |
| 107,8          | BB Radio Oderland      | BB_RADIO                   | D338   | –                | 30       | ND                                       | H                                        |

### Digitales Radio (DAB)
DAB+ wird in vertikaler Polarisation und im Gleichwellenbetrieb mit anderen Sendern ausgestrahlt. Der bundesweite DAB+-Multiplex sendet seit dem 26. Oktober 2016 und der rbb verbreitet seine Programme via DAB+ seit dem 21. November 2017 vom Sender Booßen aus.
| Block                             | Programme (Datendienste) | ERP (kW) | Antennen- diagramm rund (ND), gerichtet (D) | Polarisation horizontal (H)/ vertikal (V) | Gleichwellennetz (SFN) |
| --------------------------------- | --- | -------- | ------------------------------------------- | ----------------------------------------- | --- |
| 5C DRDeutschland (D__00188)       | DAB+ Block der Media Broadcast: - Absolut relax (72 kbps) - Dlf (104 kbps) - Dlf Kultur (112 kbps) - Dlf Nova (104 kbps) - DRadio DokDeb (48 kbps) - Energy Digital (72 kbps) - ERF Plus (64 kbps) - Klassik Radio (72 kbps) - Radio Bob (72 kbps) - Radio Horeb (48 kbps) - Radio Schlagerparadies (64 kbps) - Schwarzwaldradio (64 kbps) - sunshine live (72 kbps) - DRadio Daten (32 kbps Daten) - EPG Deutschland (16 kbps Daten) - TPEG (16 kbps Daten) - TPEG_MM (16 kbps Daten)                                                        | 5        | D (210-10°)                                 | V                                         | - Baden-Württemberg: Aalen, Baden-Baden (Fremersberg), Bad Mergentheim, Blauen, Brandenkopf, Donaueschingen, Feldberg im Schwarzwald, Freiburg (Vogtsburg-Totenkopf), Geislingen (Oberböhringen), Großerlach (Hohe Brach), Heidelberg (Königstuhl), Heilbronn (Schweinsberg), Hochrhein (Rickenbach), Hornisgrinde, Pforzheim (Schömberg-Langenbrand), Raichberg, Ravensburg (Höchsten), Reutlingen, Stuttgart (Frauenkopf), Ulm (Kuhberg) - Bayern: Amberg (Hirschau), Aschaffenburg (Pfaffenberg), Augsburg (Hotelturm), Bad Tölz (Gaißach), Bamberg (Geisberg), Büttelberg, Brotjacklriegel, Dillberg, Grünten, Herzogstand, Hochberg (Traunstein), Hoher Bogen, Inntal (Ebbs), Ingolstadt (Gelbelsee), Kreuzberg/Rhön, Landshut (Altdorf), München (Olympiaturm), Nennslingen (Büchelberg), Nürnberg, Oberammergau, Ochsenkopf, Passau, Pfänder, Pfaffenhofen, Pfarrkirchen, Pfronten, Regensburg (Hohe Linie), Unterringingen, Untersberg, Wendelstein (Bayrischzell), Würzburg (Frankenwarte) - Berlin: Berlin (Alexanderplatz), Berlin (Scholzplatz) - Brandenburg: Bad Belzig, Booßen, Brandenburg/Havel, Calau, Casekow, Cottbus, Eisenhüttenstadt, Petkus, Pritzwalk, Templin - Bremen: Bremen (Walle), Bremerhaven-Schiffdorf - Hamburg: Hamburg (Moorfleet), Hamburg (Heinrich-Hertz-Turm) - Hessen: Bad Hersfeld (Rimberg), Biedenkopf (Sackpfeife), Fulda (Hummelskopf), Frankfurt (Europaturm), Gelnhausen (Schnepfenkopf), Gießen (Dünsberg), Großer Feldberg, Hardberg, Hohe Wurzel, Hoher Meißner, Kassel (Habichtswald), Mainz-Kastel - Mecklenburg-Vorpommern: Garz (Rügen), Güstrow, Malchin, Neubrandenburg-Süd, Rostock (Toitenwinkel), Röbel, Schwerin (Zippendorf-Gr.Dreesch), Torgelow, Wismar/Rüggow, Züssow - Niedersachsen: Aurich-Popens, Braunschweig (Broitzem), Braunschweig (Drachenberg), Cuxhaven-Stadt, Dannenberg, Göttingen (Bovenden-Osterberg), Hannover (Telemax), Lingen, Lüneburg-Neu Wendhausen, Molbergen-Peheim, Osnabrück (Bramsche-Schleptruper Egge), Hildesheim (Sibbesse), Steinkimmen, Uelzen, Visselhövede, Wilhelmshaven - Nordrhein-Westfalen: Aachen (Karlshöhe), Bielefeld (Hünenburg), Bonn (Venusberg), Dortmund (Florianturm), Düsseldorf (Rheinturm), Eggegebirge, Herscheid, Hochsauerland (Hunau), Hürtgenwald-Großhau, Köln (Colonius), Langenberg, Lügde-Rischenau (Köterberg), Minden (Jakobsberg), Münster (Fernmeldeturm), Schöppingen, Siegen-Süd, Wesel - Rheinland-Pfalz: Bad Kreuznach (Schanzenkopf), Bad Marienberg (Westerwald), Bornberg, Daun (Eifel), Edenkoben (Kalmit), Heckenbach-Schöneberg (Ahrweiler), Idar-Oberstein, Kaiserslautern, Kettrichhof, Koblenz (Kühkopf), Trier (Petrisberg) - Saarland: Merzig-Merchingen, Saarbrücken (Schoksberg) - Sachsen: Chemnitz, Dresden, Geyer, Leipzig, Löbau, Neustadt, Oschatz, Schöneck, Zwickau Ost - Sachsen-Anhalt: Brocken, Burg, Dequede, Petersberg, Pettstädt (Weißenfels), Schneidlingen, Wittenberg - Schleswig-Holstein: Bungsberg, Flensburg, Heide, Helgoland, Hennstedt, Kiel (Kronshagen), Lübeck (Stockelsdorf), Schleswig, Niebüll (Süderlügum), Westerland (Sylt) - Thüringen: Bleßberg (Sonneberg), Erfurt-Hochheim, Gera, Inselsberg, Jena (Oßmaritz), Kulpenberg, Saalfeld (Remda), Lobenstein (Sieglitzberg), Weimar (Ettersberg) |
| 10B Berlin/Brandenburg (D__00328) | DAB+-Block vom rbb: - Antenne Brandenburg (CB) (88 kbps) - Antenne Brandenburg (FFO) (88 kbps) - Antenne Brandenburg (P) (80 kbps) - Antenne Brandenburg (PBG) (80 kbps) - Antenne Brandenburg (PZL) (80 kbps) - rbb 88.8 (88 kbps) - radio1 (CB) (96 kbps) - radio1 (FFO) (96 kbps) - radio1 (P) (88 kbps) - Fritz (88 kbps) - rbb24 Inforadio (64 kbps) - radio3 vom rbb (96 kbps) - COSMO (96 kbps) - rbb EPG (16 kbps Daten) - rbb TPEG (8 kbps Daten)                                                                                    | 10       | D (190-10°)                                 | V                                         | - Berlin: Berlin (Scholzplatz), Berlin-Rudow - Brandenburg: Bad Belzig, Booßen, Calau, Casekow, Cottbus-Stadt, Eberswalde, Eisenhüttenstadt, Forst (Lausitz), Herzberg, Petkus, Pritzwalk, Templin |
| 12D Berlin und Brandenburg        | DAB+-Block der Media Broadcast: - 94,3 rs2 (72 kbps) - 104.6 RTL (72 kbps) - 105.5 Spreeradio (72 kbps) - BB Radio (72 kbps) - bigFM Berlin (72 kbps) - BRF 91.4 (72 kbps) - Energy Berlin (72 kbps) - ERF Jess (72 kbps) - Power Radio (72 kbps) - Schlager Radio (72 kbps) - Radio Cottbus (72 kbps) - Radio Paloma (72 kbps) - Radio Potsdam (72 kbps) - Star FM Rock (72 kbps) - BHeins (72 kbps) - Radio Slubfurt (72 kbps) - Radio Woltersdf (72 kbps) - RADIO GINSENG (72 kbps) - Radiokombinat (72 kbps) - freies Radio Pdm (72 kbps) | 5        | ?                                           | V                                         | - Berlin: Berliner Fernsehturm, Berlin (Schäferberg) - Brandenburg: Booßen, Calau, Cottbus (Hufelandstr.) |

### Digitales Fernsehen (DVB-T2)
Am 29. März 2017 wurde der Regelbetrieb von DVB-T2 HD aufgenommen. Seitdem senden im DVB-T2-Standard die Programme der ARD (rbb-Mux) und des ZDF im HEVC-Videokodierverfahren und in Full-HD-Auflösung. Die DVB-T2 HD-Ausstrahlungen aus Frankfurt/Oder (Booßen) sind im Gleichwellenbetrieb (Single Frequency Network) mit anderen Sendestandorten.
| Kanal | Frequenz (MHz) | Multiplex                                                | Programme im Multiplex                                                                                             | ERP (kW) | Antennendiagramm rund (ND)/ gerichtet (D) | Polarisation horizontal (H) / vertikal (V) | Modulationsverfahren | FEC | Guardintervall | Bitrate (MBit/s) | Gleichwellennetz (SFN)                                                                                                |
| ----- | -------------- | -------------------------------------------------------- | --- | -------- | ----------------------------------------- | ------------------------------------------ | -------------------- | --- | -------------- | ---------------- | --- |
| 25    | 506            | rbb 1 (ARD)                                              | - Das Erste HD - tagesschau24 HD - MDR Sachsen HD - NDR FS NDS HD - rbb Berlin HD - rbb Brandenburg HD - SWR BW HD | 50       | D (80–330°)                               | V                                          | 64-QAM               | 3/5 | 19/256         | 23,6             | Frankfurt/Oder (Booßen), Berliner Fernsehturm Alex, Berlin-Wannsee (Schäferberg), Berlin-Charlottenburg (Scholzplatz) |
| 40    | 626            | rbb 2 (ARD)                                              | - arte HD - PHOENIX HD - ONE HD - BR Fernsehen HD - hr-fernsehen HD - WDR HD Köln                                  | 50       | D (80–330°)                               | V                                          | 64-QAM               | 3/5 | 19/256         | 23,6             | Frankfurt/Oder (Booßen), Berliner Fernsehturm Alex, Berlin-Wannsee (Schäferberg), Berlin-Charlottenburg (Scholzplatz) |
| 33    | 570            | Substream 0: ZDF (ZDFmobil) Substream 1: MEDIA BROADCAST | Substream 0: - ZDF HD - ZDFinfo HD - zdf_neo HD - 3sat HD - KiKA HD Substream 1: - freenet.TV connect              | 50       | D (80–330°)                               | V                                          | 64-QAM               | 3/5 | 19/128         | 22               | Frankfurt/Oder (Booßen), Berliner Fernsehturm Alex, Berlin-Wannsee (Schäferberg)                                      |

### Digitales Fernsehen (DVB-T)
Die DVB-T-Ausstrahlungen endeten am 29. März 2017. Es wurden folgende Programme abgestrahlt:
| Kanal | Frequenz (MHz) | Multiplex                 | Programme im Multiplex                                                                             | ERP (kW) | Antennendiagramm rund (ND)/ gerichtet (D) | Polarisation horizontal (H) / vertikal (V) | Modulationsverfahren | FEC | Guardintervall | Bitrate (MBit/s) | Gleichwellennetz (SFN)                                                           |
| ----- | -------------- | ------------------------- | -------------------------------------------------------------------------------------------------- | -------- | ----------------------------------------- | ------------------------------------------ | -------------------- | --- | -------------- | ---------------- | -------------------------------------------------------------------------------- |
| 53    | 730            | ARD Digital (rbb)         | - Das Erste (rbb) - rbb Fernsehen (Berlin) - Phoenix - tagesschau24/rbb Fernsehen (Brandenburg) 1) | 50       | D                                         | V                                          | 16-QAM (8-k-Modus)   | 3/4 | 1/4            | 14,93            | Frankfurt/Oder (Booßen), Cottbus (Calau)                                         |
| 57    | 762            | ARD regional (rbb Berlin) | - MDR Fernsehen Sachsen - ARTE - NDR Fernsehen Niedersachsen                                       | 50       | D                                         | V                                          | 16-QAM (8-k-Modus)   | 2/3 | 1/4            | 13,27            | Frankfurt/Oder (Booßen), Cottbus (Calau)                                         |
| 33    | 570            | ZDFmobil                  | - ZDF - 3sat - ZDFinfo - KiKA (06–21:00 Uhr)/ZDFneo (21–06:00 Uhr)                                 | 50       | D                                         | V                                          | 16-QAM (8-k-Modus)   | 2/3 | 1/4            | 13,27            | Frankfurt/Oder (Booßen), Berliner Fernsehturm Alex, Berlin-Wannsee (Schäferberg) |

1) 19:30–20:00 Uhr

### Analoges Fernsehen (PAL)
Bis zur Umstellung auf DVB-T wurden Programme in analogem PAL gesendet:
| Kanal | Frequenz (MHz) | Programm            | ERP (kW) | Sendediagramm rund (ND)/ gerichtet (D) | Polarisation horizontal (H)/ vertikal (V) |
| ----- | -------------- | ------------------- | -------- | -------------------------------------- | ----------------------------------------- |
| 37    | 599,25         | VOX                 | 1,1      | D                                      | V                                         |
| 43    | 647,25         | ORB-Fernsehen       | 100      | D                                      | V                                         |
| 50    | 703,25         | ZDF                 | 100      | D                                      | V                                         |
| 52    | 719,25         | Das Erste (SFB/ORB) | 10       | D                                      | V                                         |